# Tastenwahlblock

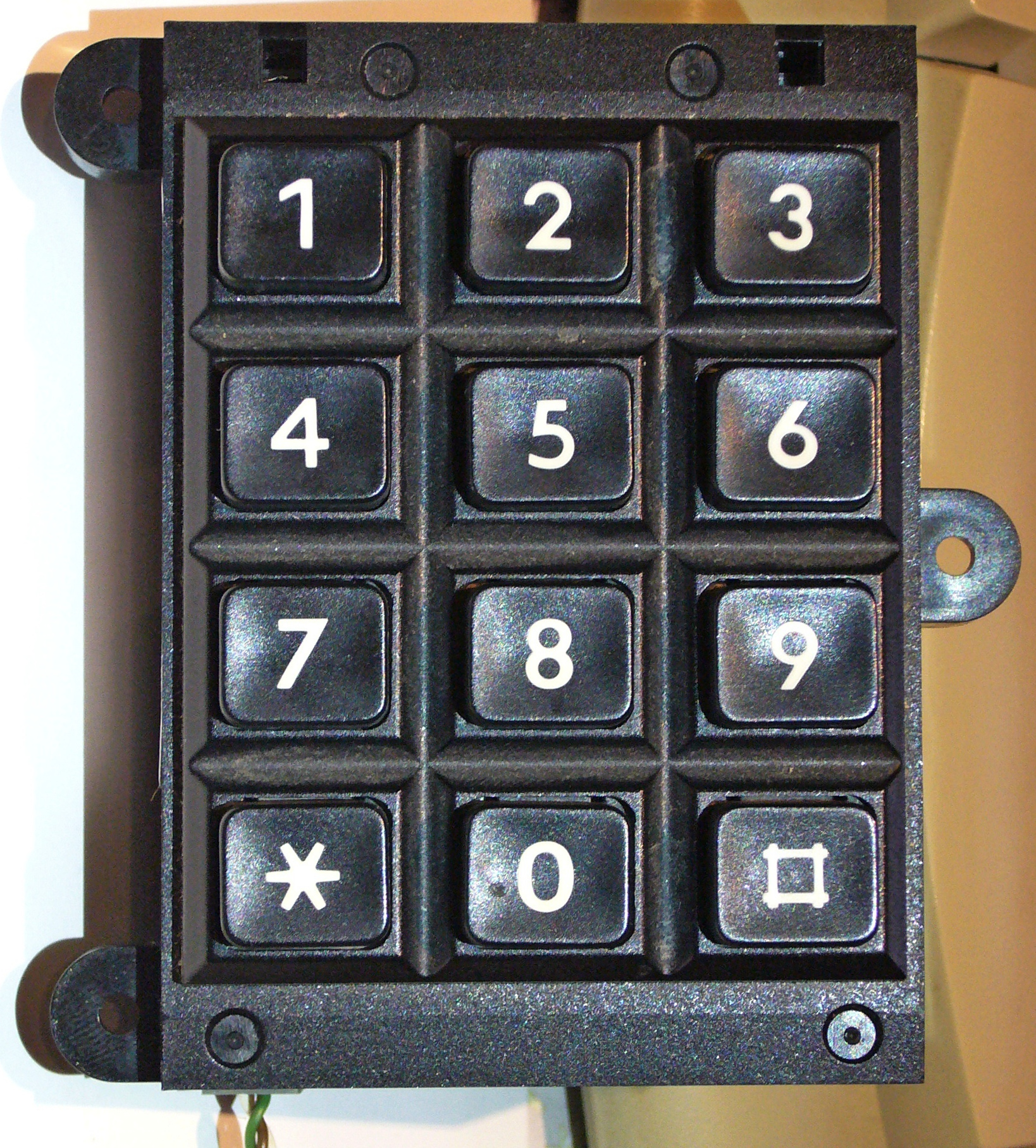
Tastenwahlblock, hier vom Typ TWB 71.

Ein Tastenwahlblock (TWB), auch Tastwahlblock, ist die Baugruppe eines Tastentelefons aus den 1970er – 90er Jahren, mit der die anzurufende Rufnummer gewählt wird. Bei späteren Telefonen ist die Tastatur meist in die Platine integriert.

## Technik

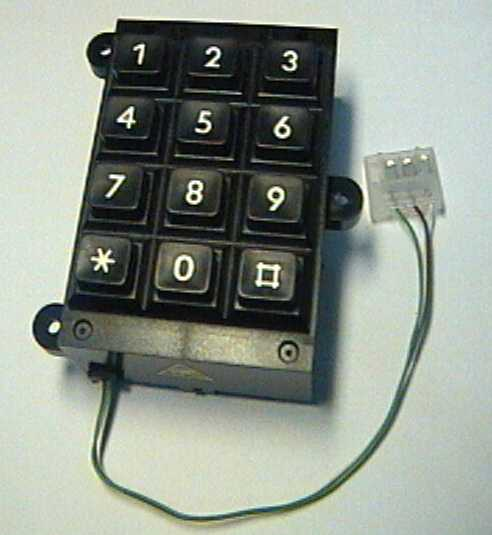
Tastenwahlblock TWB 75a

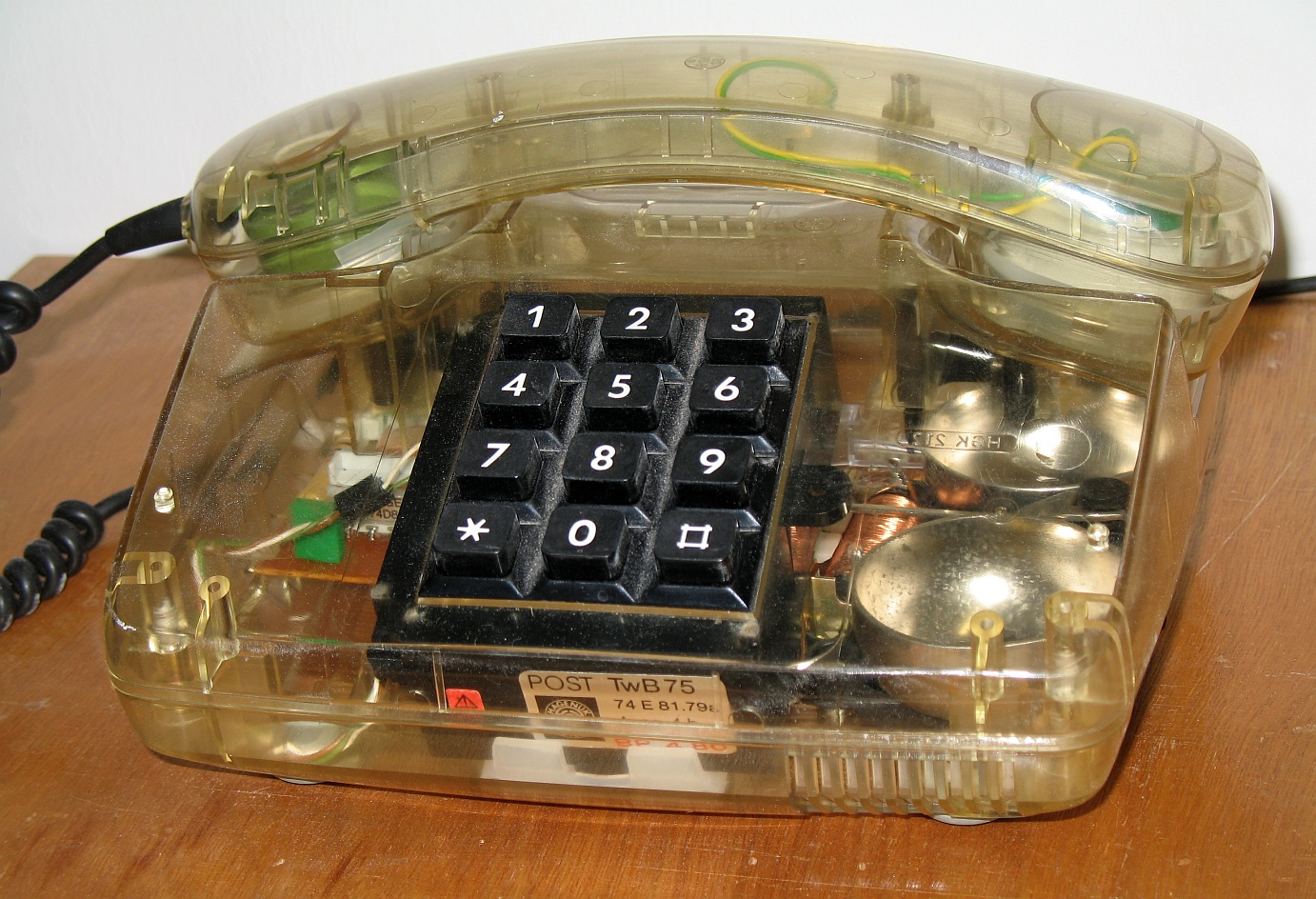
TWB in einem Telefon

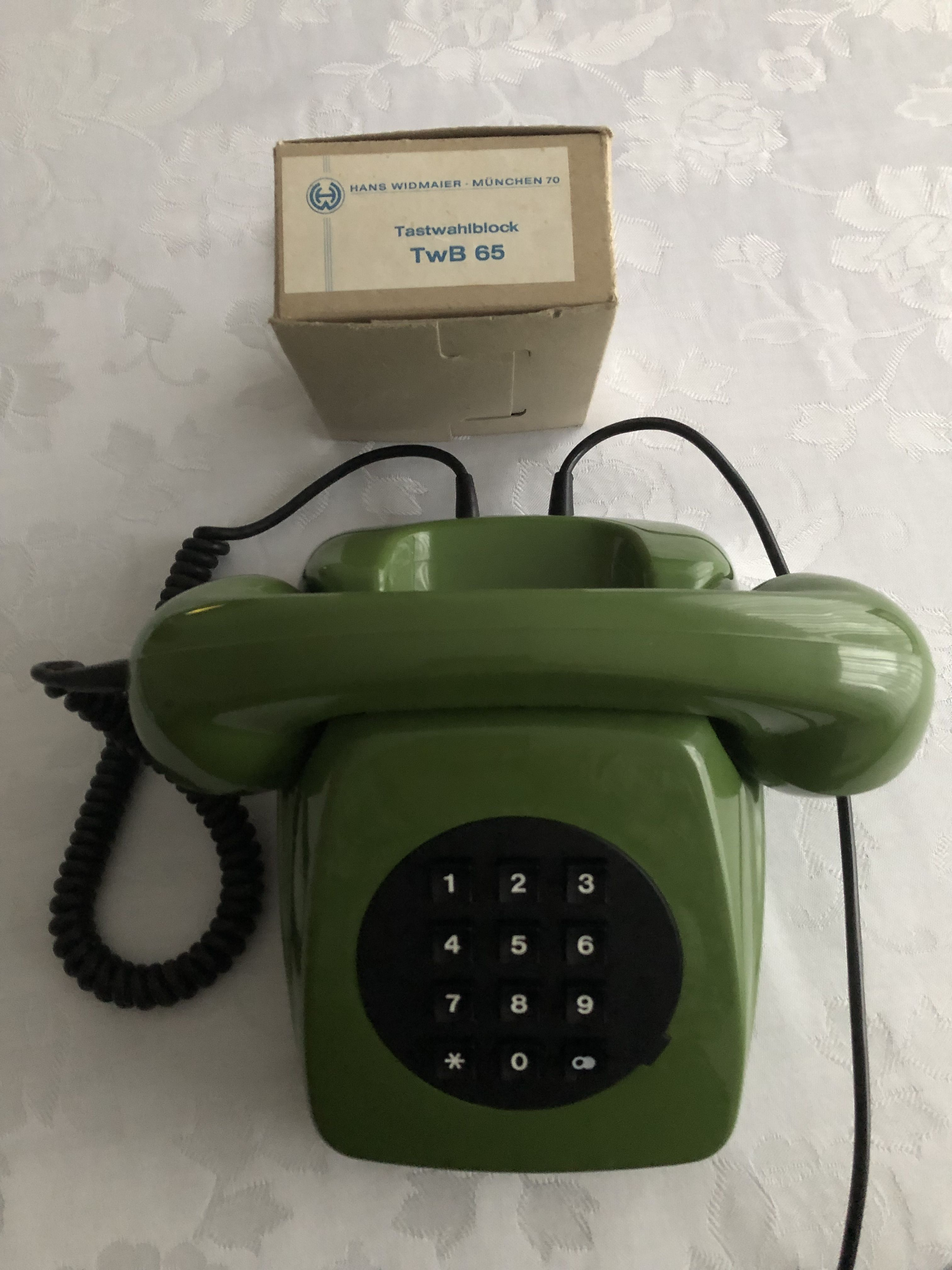
TWB 65

Die Wahl der Ziffern von Rufnummern per Tastatur verbreitete sich in Deutschland seit Mitte der 1970er-Jahre. Der Fortschritt in der Mikroelektronik ermöglichte die kostengünstige Herstellung von Zifferntastaturen. Der Tastenwahlblock ersetzte den mechanischen Nummernschalter. Im Gegensatz zu diesem konnten mit dem Tastenwahlblock neben dem klassischen Impulswahlverfahren (IWV) auch das Dioden-Erd-Verfahren (DEV) und das Mehrfrequenzwahlverfahren (MFV) und Komfortfunktionen, wie zum Beispiel Wahlwiederholung, realisiert werden. Die Elektronik war auf einer Platine im TWB integriert. Die Schnittstelle zur Telefonelektronik war einheitlich, die verschiedenen TWB-Varianten waren untereinander austauschbar.
Der Tastenwahlblock enthält eine Telefontastatur. Diese besteht aus Tasten mit den für die Nummernwahl unbedingt erforderlichen Ziffern 1 bis 9 und der 0, sowie zusätzlichen Tasten mit Sonderfunktionen, wie zum Beispiel *- und #-Taste zur Steuerung von Leistungsmerkmalen und Telefonanlagenfunktionen.
Neben dem hier abgebildeten Modell TWB 75a mit einem Schaltkontakt pro Taste, bei dem sich die kurzen Tasten ohne Widerstand weich durchdrücken lassen, gab es auch einen „mechanischeren“ Tastenwahlblock, bei dem die Tasten 6 Millimeter weit aus ihrem Sockel herausragen und beim Drücken einen spür- und hörbaren Druckpunkt haben (z. B. beim Telefon Siemens FeTAp 755-1). Hier betätigt jede Taste je einen Schieber für Reihe und Spalte, die wiederum auf ihre zugehörigen Schalter wirken.

## Typenbezeichnungen
| Typenbezeichnung | Wahlverfahren |
| ---------------- | --- |
| TWB 65           | Impulswahlverfahren (IWV), mit Wahlwiederholung, konnte anstelle des Nummernschalters in Telefone der Baureihe FeTAp 61 eingebaut werden |
| TWB 71           | Mehrfrequenzwahlverfahren (MFV) |
| TWB 73           | Dioden-Erd-Verfahren (DEV) |
| TWB 75           | IWV |
| TWB 78           | MFV, 16 Tasten mit Sondertasten A, B, C und D für Bedienprozeduren (z. B. für GEDAN) |
| TWB 80           | wahlweise MFV oder IWV, 16 Tasten mit Sondertasten A, B, C und D für Bedienprozeduren (z. B. für GEDAN), Sondertasten nur mit MFV |
| TWB 91           | auch KTB 91 (Kurzwahltastwahlblock) genannt. IWV, 12 Tasten mit Sondertasten für Wahlwiederholung, erweiterter Wahlwiederholung, Notizbuch, 10 Kurzwahlzielen, sowie Verlängerung der Zwischenwahlzeit (Wahlpause) nach programmierbarer Amtskennziffer. |

## Geschichte
Tastenwahlblöcke waren vor allem in den FeTAp-Telefonen der Deutschen Bundespost und zeitgenössischen Telefonen anderer Länder verbaut. Spätere Geräte der Bundespost (z. B. Tel 01 LX) hatten zwar noch die gleiche Tastaturoptik, aber die Tastatur war nur noch eine Schaltermatrix und über eine Leiterfolie mit der Elektronikplatine verbunden. Sämtliche Elektronik zur Wahlsignalerzeugung war nun dort zu finden.